# Jüdischer Friedhof (Immenrode)

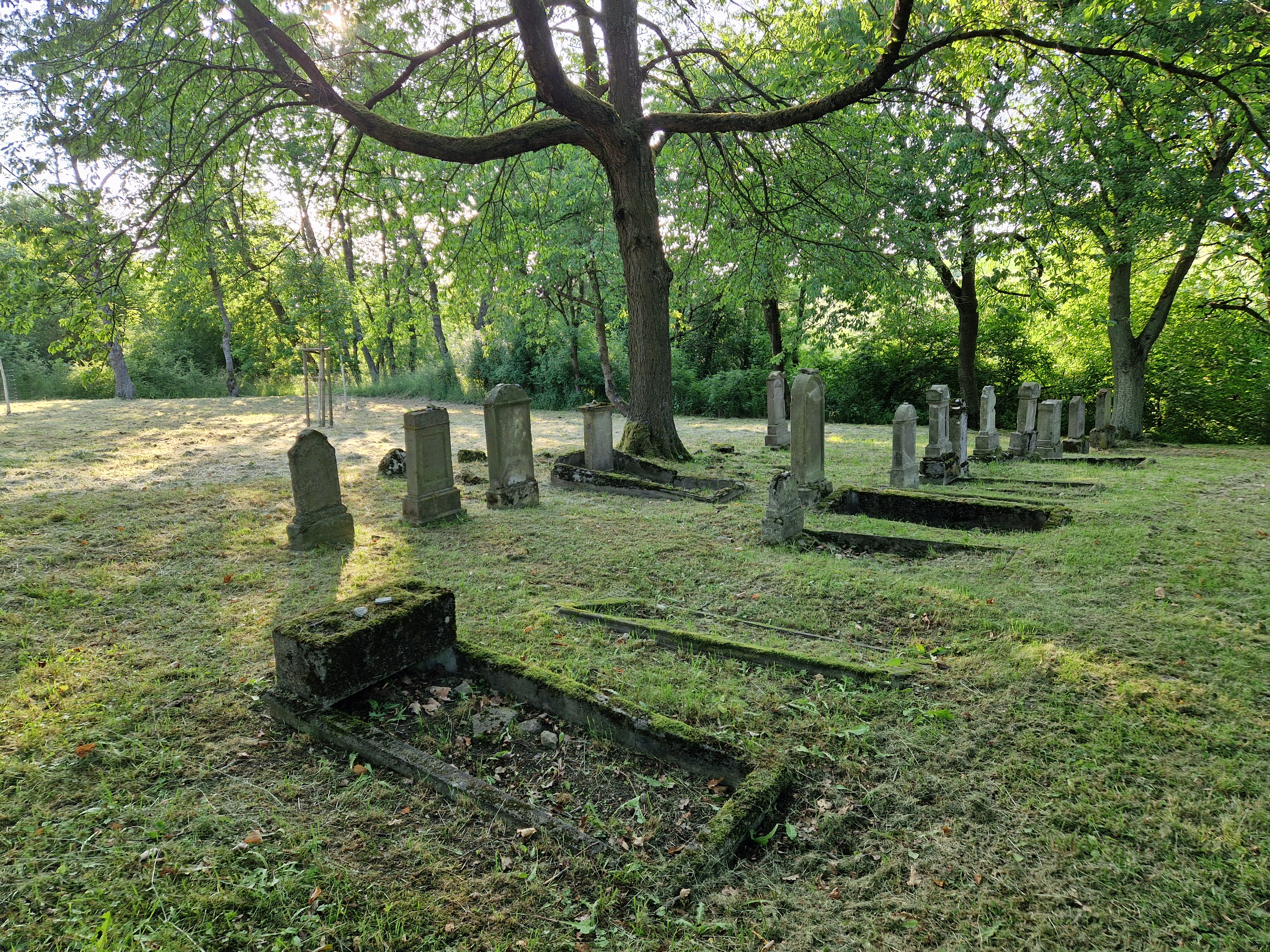
Jüdischer Friedhof bei Immenrode

Der Jüdische Friedhof Immenrode liegt im Ortsteil Immenrode der Stadt Sondershausen, etwa drei Kilometer südöstlich des Dorfes auf dem Müllerberg.

## Anlage
Das rechteckige Areal ist von einer natürlichen Hecke umgeben. Der Eingang liegt an der südöstlichen Ecke des Friedhofes. Die große Anzahl von Muschelkalk-Steinresten lässt darauf schließen, dass der westliche Teil des Friedhofes voll belegt war. Der östliche Teil blieb unbelegt. Die verbliebenen Grabeinfassungen deuten auf eine Ausrichtung der Gräber nach Osten hin.

## Geschichte
Der jüdische Friedhof wurde bereits im 18. Jahrhundert genutzt und bis Ende des 19. Jahrhunderts belegt. Damals wanderten die letzten jüdischen Einwohner des Ortes in die Städte ab (u. a. Sondershausen). Während der Zeit des Nationalsozialismus wurde der Friedhof stark zerstört. Er verwilderte und geriet in Vergessenheit. Erhalten sind Grabsteine aus den Jahren 1862 bis 1898. Zwei 1990 noch vorhandene Grabsteine von 1892 und 1904 existieren nicht mehr.
Inzwischen sind alle Grabsteine restauriert und aufgestellt.